# Linobambaki
Die Linobambaki (griechisch Λινοβάμβακοι Linovámvakoi) waren eine Gemeinschaft, die in Zypern lebte. Sie zählen als ein Teil der Zyperntürken und Zyperngriechen. Ihre Zahl wurde zur britischen Kolonialzeit auf 1200, anderen Quellen nach auf 2000 bis 3000 geschätzt.

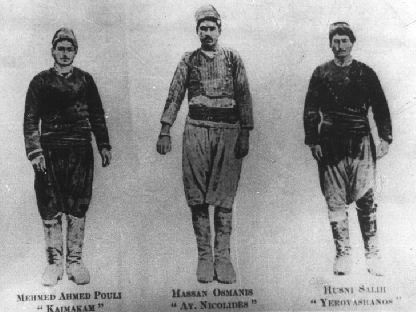
Hassan Pouli (Hasan Bulli), eine historische Figur in der zypriotischen Folklore

## Etymologie
Das Wort Linobambaki ist hergeleitet aus der Kombination der griechischen Wörter λινός (lino), „Leinen“ und βαμβάκι (vamvaki), „Baumwolle“. Die Bezeichnung soll aufzeigen, dass sie trotz lateinisch-katholischer Herkunft äußerlich wie Muslime auftreten.

## Geschichte
Die Eroberung Zyperns durch die Osmanen 1570/71 endete damit, dass Zypern unter osmanische Herrschaft geriet. Unmittelbar nach dem Krieg wurden Sanktionen gegen die lateinische Bevölkerung der Insel verhängt. Die Rivalität zwischen Venezianern und Osmanen war auf ihrem Höhepunkt. Die Osmanen betrachteten die lateinisch-katholische Bevölkerung als Sicherheitsrisiko für Zypern und fürchteten, dass sie Venezianer zur Rückkehr bewegten. Deshalb waren die Osmanen gegenüber der katholischen Gemeinde weniger tolerant als gegenüber der griechisch-orthodoxen Gemeinde. Neben politischem und religiösem Druck entstand wirtschaftliche Unterdrückung, darunter auch der Verweigerung ihrer Rechte auf Eigentum. Die katholischen Einwohner bekehrten sich zum Islam, um Sklaverei, Unterdrückung oder Tod zu vermeiden. Davon betroffen waren Lateiner, Venezianer, Genuesen, Maroniten und Armenier. Aus diesem Bekenntnis zum Islam leitete sich der Name Linobambaki ab.
Die Linobambaki waren nur scheinbar konvertiert und zeigten ihre religiöse Überzeugung nicht nach außen. Im Alltag hatten sie sowohl einen christlichen als auch einen muslimischen Namen gewählt oder einen gemeinsamen Namen, den es in beiden Glaubensrichtungen gibt. Beispiele sind Ibrahim (Abraham), Yusuf (Josef) oder Musa (Moses). Bei der jährlichen Wehrpflicht wurden sie oft in die osmanische Armee eingezogen und sie vermieden die Zahlung von Steuern für Nicht-Muslime. Die Linobambaki konvertierten nicht völlig zu einem traditionellen muslimischen Leben und zeigten religiöse Praktiken und Überzeugungen nur dann, wenn es ihnen Vorteile brachte, die es nur für Muslime gab. Viele der Dörfer der Linobambaki hatten Namen christlicher Heiliger, die mit άγιος (ayios, „Heiliger“) beginnen, um es so ihrer römisch-katholische Herkunft zuzuordnen.

### Siedlung
Viele der Dörfer und benachbarte Regionen, die als zyperntürkisch gelten, waren früher Zentren der Aktivitäten der Linobambaki. Dazu gehören:

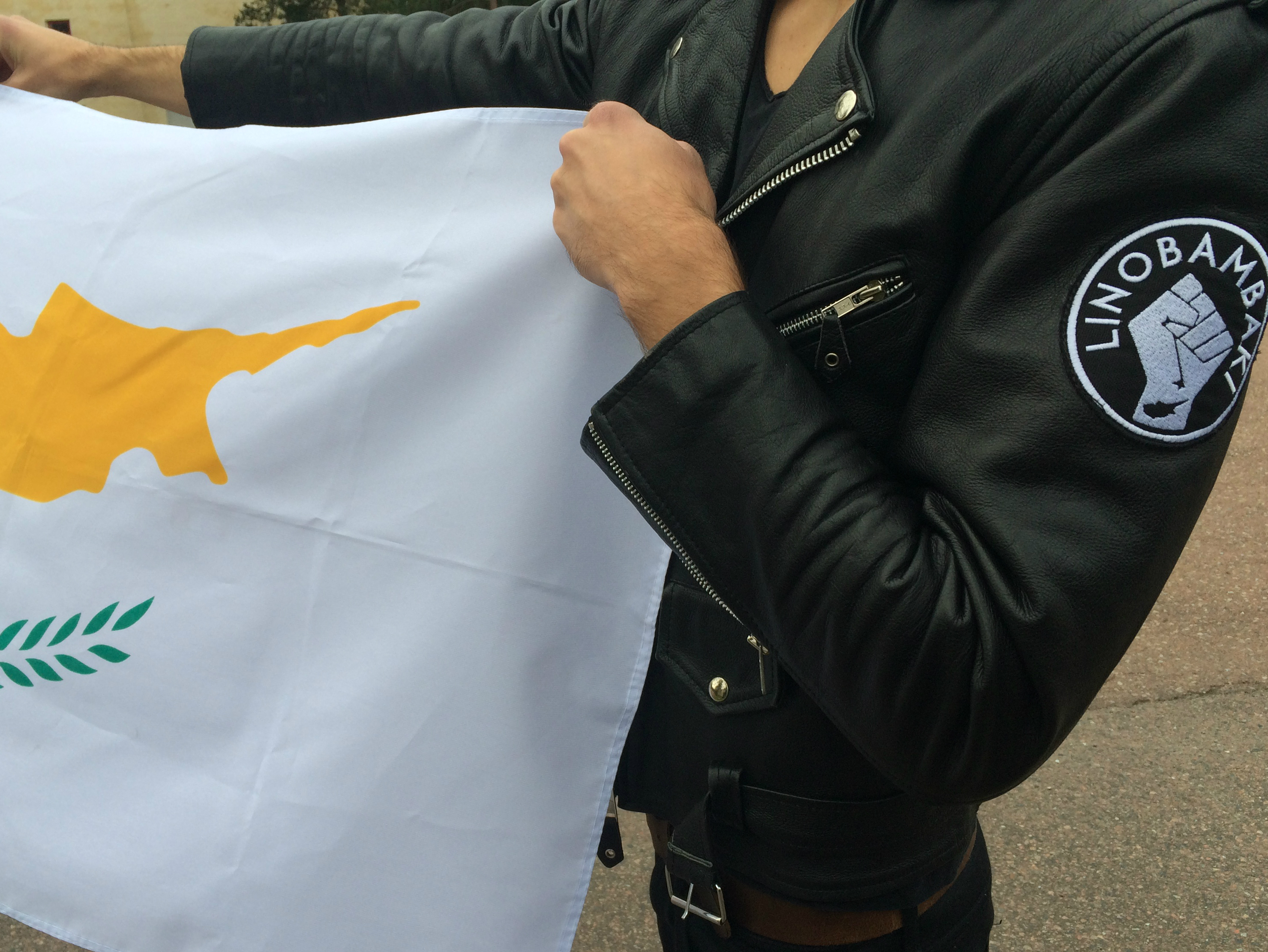
Protestierender der Demonstrationen in Nordzypern 2011

- Agios Sozomenos (Arpalık)[12]
- Agios Theodoros (Boğaziçi)[13]
- Armenochori (Esenköy)[14]
- Agios Andronikos (Yeşilköy)[15]
- Agios Iakovos (Altınova)[14]
- Agios Ioannis (Ayyanni)[16]
- Agios Chariton (Ergenekon)[14]
- Dali (Dali)[12]
- Frodisia (Yağmuralan)[17]
- Galinoporni (Kaleburnu)[18]
- Kato Arodes (Aşağı Kalkanlı)[12]
- Tylliria (Dillirga)[19]
- Kornokipos (Görneç)[20]
- Limnitis (Yeşilırmak)[21]
- Melounta (Mallıdağ)[14]
- Platani (Çınarlı)[20]
- Potamia (Bodamya)[12]
- Kritou Marottou (Grit-Marut)[22]
- Vretsia (Vretça)[16]

## Die aktuelle Lage
Das Millet-System des Osmanischen Reiches wurde während der britischen Regierungszeit (1878–1960) abgeschafft. Seit dieser Zeit wurden die Menschen bei Volkszählungen und für Verwaltungsaufgaben in zwei Hauptgruppen, Zyperngriechen und Zyperntürken, aufgeteilt.